# Mark Gill
Mark Gill é um escritor e cineasta inglês. Como reconhecimento, foi nomeado ao Oscar 2014 na categoria de Melhor Curta-metragem por The Voorman Problem.